# Paso de la Canoa
Paso de la Canoa är en ort i Mexiko.   Den ligger i kommunen Teocaltiche och delstaten Jalisco, i den centrala delen av landet, 400 km nordväst om huvudstaden Mexico City. Paso de la Canoa ligger 1 689 meter över havet och antalet invånare är 139.
Terrängen runt Paso de la Canoa är huvudsakligen en högslätt. Paso de la Canoa ligger nere i en dal. Runt Paso de la Canoa är det ganska tätbefolkat, med 56 invånare per kvadratkilometer. Närmaste större samhälle är Teocaltiche, 9,8 km nordväst om Paso de la Canoa. Trakten runt Paso de la Canoa består till största delen av jordbruksmark.